# Krásna
Krásna (bis 1976 slowakisch Krásna nad Hornádom – bis 1927 Síplak; ungarisch Abaszéplak – bis 1902 Széplak) ist ein Stadtteil von Košice, im Okres Košice IV in der Ostslowakei, rund 9,5 Kilometer südöstlich der Innenstadt.
Er liegt am Fluss Hornád und wurde 1143 im Zusammenhang mit Einweihung eines Benediktinerklosters zum ersten Mal schriftlich erwähnt. Seit 1976 ist Krásna ein Stadtteil Košices, zusammen mit der Gemeinde Opátska (ungarisch Széplakapáti), die schon 1942 nach Krásna eingemeindet wurde.
|  |  |

## Bevölkerung
Nach der Volkszählung 2011 wohnten im Stadtteil Krásna 4420 Einwohner, davon 3609 Slowaken, 78 Roma, 51 Magyaren, 15 Tschechen, acht Russinen, jeweils drei Deutsche und Ukrainer und ein Pole. 19 Einwohner gaben eine andere Ethnie an und 633 Einwohner machten keine Angabe zur Ethnie.
2722 Einwohner bekannten sich zur römisch-katholischen Kirche, 166 Einwohner zur griechisch-katholischen Kirche, 82 Einwohner zur reformierten Kirche, 72 Einwohner zur Evangelischen Kirche A. B., 16 Einwohner zur orthodoxen Kirche, 14 Einwohner zu den Zeugen Jehovas, neun Einwohner zu den Baptisten, jeweils zwei Einwohner zu den Siebenten-Tags-Adventisten und zur apostolischen Kirche sowie jeweils ein Einwohner zur evangelisch-methodistischen Kirche und zur tschechoslowakischen hussitischen Kirche. 15 Einwohner bekannten sich zu einer anderen Konfession, 359 Einwohner waren konfessionslos und bei 959 Einwohnern wurde die Konfession nicht ermittelt.